# فليمنيغ فايس
فليمنيغ فايس (بالدنماركية: Flemming Weis)‏ هو ملحن دنماركي، ولد في 15 أبريل 1898 في كوبنهاغن في الدنمارك، وتوفي بنفس المكان في 30 سبتمبر 1981.

## روابط خارجية
- فليمنيغ فايس على موقع ميوزك برينز (الإنجليزية)